# Нефар
Нефа́р — пасажирський залізничний зупинний пункт Шевченківської дирекції Одеської залізниці на вузькоколійній залізниці (ширина — 75 см) Гайворон — Рудниця між станціями Рудниця (7 км) та Бершадь (47 км).
Розташований біля села Рудницьке Піщанського району Вінницької області.
Колишня станція. Отримала назву, ймовірно, з німецької мови часів 2-ї світової війни.
Зупиняються приміські поїзди (з 14.10.2021 р відновлено одну пару на добу щоденно) сполученням Рудниця — Гайворон.